# El príncep valent (pel·lícula de 1997)
El príncep valent (títol original en anglès: Prince Valiant) és una pel·lícula inspirada en els dibuixos homònims, dirigida per Anthony Hickox, estrenada l'any 1997. Ha estat doblada al català.

## Argument
Mentre el rei Arthur s'afanya a enfrontar-se als escocesos que ell sospita que han robat l'espasa Excalibur, el príncep Valent, fent-se passar pel seu mestre Gawain, és encarregat d'escortar la dama Ilene fins al regne del seu pare, emprenent una aventura per salvar el seu país i coneix el misteriós secret del seu passat. El jove haurà d'usar la seva espasa per defensar a Camelot dels invasors vikings.

## Repartiment
- Stephen Moyer: Príncep Valent
- Katherine Heigl: Ilene
- Thomas Kretschmann: Thagnar
- Edward Fox: el rei Artús
- Udo Kier: Sligon
- Joanna Lumley: la fada Morgana
- Warwick Davis: Pechet
- Ron Perlman: Boltar
- Anthony Hickox: Príncep Gawain